# Mordellistena emarginata
Mordellistena emarginata es una especie de coleóptero de la familia Mordellidae.

## Distribución geográfica
Habita en Honduras.